# Данка Бартекова
Данка Бартекова (на словашки: Danka Barteková) е словашка спортистка, шампионка по скийт стрелба.

## Биография
Родена е на 19 октомври 1984 г. в Тренчин, Чехословакия. На Летните олимпийски игри в Пекин през 2008 г. се класира на 8-о място, а на Летните олимпийски игри през 2012 г. в Лондон печели бронзовия медал. През 2012 г. е избрана от Международния олимпийски комитет за член на комисията на спортистите, от 2 юли 2013 г. официално е неин член, а от 2018 до 2021 г. е неин заместник-председател. Бартекова е най-младия член на комисията и получава 75 от 80 възможни точки. В периода от 2012 до 2021 г. е член на МОК, като през февруари 2022 г. е избрана за нов осемгодишен мандат.

## Награди
- Награда „Кристално крило“ на Словакия в категория спорт за бронзовия си медал от Олимпиадата в Лондон и за членството си в МОК.